# Xanthorhoe ramaria
Xanthorhoe ramaria là một loài bướm đêm trong họ Geometridae.